# پاتریک دا سیلوا فریرا
پاتریک دا سیلوا فریرا (انگلیسی: Patrick؛ زادهٔ ۲۸ فوریهٔ ۲۰۰۰) بازیکن فوتبال اهل برزیل است.
از باشگاه‌هایی که در آن بازی کرده‌است می‌توان به باشگاه فوتبال فلامینگو  و باشگاه فوتبال میتیولن اشاره کرد.
وی همچنین در تیم ملی فوتبال زیر ۱۷ سال برزیل بازی کرده‌است.